# パチンコ★パチスロTV!
パチンコ★パチスロTV!（ぱちんこぱちすろティーヴィー）は、スカパー!プレミアムサービスなどで放送している、パチンコ・パチスロの情報を扱う有料放送チャンネルである。通称「パチテレ!」。
番組供給事業者は日本アミューズメント放送株式会社

## 沿革
- 2000年 - 「BiGチャンネル」の名称で株式会社プラントピア編集・双葉社発行『パチンコ攻略マガジン』『パチスロ攻略マガジン』の情報提供の元に開局（スカイパーフェクTV!初のパチンコ専門チャンネル）
- 2002年4月 - チャンネル名を「パチンコ・パチスロTV!」に変更
- 2007年11月 - チャンネル名を「パチンコ★パチスロTV!」に変更
- 2012年4月 - JCNグループ各局において、ハイビジョン配信「パチンコ★パチスロTV!HD」を開始
- 2012年9月29日 - スカパー!プレミアムサービス ch.536においてハイビジョン放送を開始
- 2013年10月31日 - スカパー!プレミアムサービス（標準画質）ch.759の放送を終了
- 2015年4月1日 - インターネットによるサイマル配信サービス「パチテレ!NETプレミアム」開始
- 2016年12月1日 - スカパー!プレミアムサービスの衛星一般放送事業者がスカパー・ブロードキャスティングからスカパー・エンターテイメントに変更
- 2020年10月26日 - 「パチテレ!NETプレミアム」でのサイマル配信サービスを終了（オンデマンド配信に移行）

## 放送内容
パチプロによるパチンコ・パチスロ攻略情報・実践、新台情報、パチンコ業界を扱ったニュースや店舗情報を中心に放送。

## 番組編成
2009年10月の番組改編より、原則として毎日夜間に全番組の初回放送が集中する編成になっている。
2022年1月からの番組編成
| 曜日・時間帯 | 22時台 | 23時台 | 24時台                                                 |
| ------------ | --- | --- | ------------------------------------------------------ |
| 月曜日       | (00)万発・ヤングのパチンコロックンロールDX (30)パチマガスロマガTV feat.パチテレ                                                          | 【1,3週】ヤンキーララバイ 【2,4週】ビワコのラブファイター                                                                                | （第2週）BORDERLINE2                                   |
| 火曜日       | (00)松本バッチの今日も朝から全ツッパ!evolution (30)【1,3週】同級生タッグリーグ戦 学年抗争【2,4週】パチンコ演出オークション               | (00)松本バッチの今日も朝から全ツッパ!evolution (30)【1,3週】同級生タッグリーグ戦 学年抗争【2,4週】パチンコ演出オークション               | （前日22時台の再放送）                                 |
| 水曜日       | パチンコ実戦塾 | 【1,3週】ハセガワヤングマン 【2,4週】木村魚拓の窓際の向こうに                                                                            | （前日22時台の再放送）                                 |
| 木曜日       | 【1,3週】(22:00)沖に召すままに! (23:00)すろじぇくとＣ 【2,4週】(22:00)マニアの遺言〈再放送〉(22:30)銀田軍vsキュイン軍 勝ち抜き頂上BATTLE | 【1,3週】(22:00)沖に召すままに! (23:00)すろじぇくとＣ 【2,4週】(22:00)マニアの遺言〈再放送〉(22:30)銀田軍vsキュイン軍 勝ち抜き頂上BATTLE | （前日22時台の再放送）                                 |
| 金曜日       | 静香＆マリアのななはん | 【1,3週】TAI×MAN 【2,4週】満天アゲ×2カルテット                                                                                           | （前日22時台の再放送）                                 |
| 土曜日       | 【1,3週】PPSLタッグリーグ 【2,4週】S-1 GRAND PRIX                                                                                        | 【1,3週】射駒＆ゼットンの共闘戦線まっしぐら! 【2,4週】黄昏☆びんびん物語                                                                  | （第3週）ワサ武 （第4週）嵐・青山りょうのらんなうぇい! |
| 日曜日       | ヒロシ・ヤングアワー | 【1,3週】嵐・梅屋のスロッターズ☆ジャーニー 【2,4週】パチテレマンスリー特番                                                               | （前日22時台の再放送）                                 |

## その他の視聴方法
スカパー!プレミアムサービス、パチテレ!NETプレミアム以外の視聴方法は以下の通り。
チャンネル単位配信
- ひかりTV
- BBTV
- eo光テレビ
- U-NEXT

番組単位配信
- J:COMオンデマンド
- auひかりビデオチャンネル
- TSUTAYA TV
- DMM.com
- GYAO!
- ShowTime など